# Ушаков (остров)
Ушако̀в (на руски: Остров Ушако̀ва) е остров в северната част на Карско море, в състава на Красноярски край на Русия. Има яйцевидна форма от с дължина ог югозапад на североизток 25 km и максимална ширина 15 km. Площ над 300 km2. Максимална височина 294 m. Целият остров е покрит с леден купол. Открит е на 1 септември 1935 г. от съветската полярна експедиция на кораба „Садко“, ръководена от руския географ и полярен изследовател Георгий Ушаков и е наименуван в негова чест. От 1954 г. до края на 1980-те години на югозападния бряг на острова функционира хидрометеорологична полярна станция „Ушаков“.

## Топографска карта
- Лист от карта U-44-XXV,XXVI,XXVII поляр. ст. Ушакова. Мащаб: 1 : 200 000. Състояние на местността към 1957 год.